# Сораксан (национальный парк)
Национальный парк Сораксан (кор. 설악산국립공원) — национальный парк в провинции Канвондо Республики Кореи. Статус национального парка присвоен в 1970 году, с 1965 года — национальный памятник, с 1994 года — кандидат в список Всемирного наследия ЮНЕСКО. На территории парка насчитывается свыше 2000 видов животных и более 1400 видов растений (в том числе уникальная южная популяция кедрового стланика).

## География
Национальный парк Сораксан расположен в провинции Канвондо Республики Кореи — в северной части страны недалеко от её восточного побережья. Территория парка разделена между уездами Янъян, Косон и Индже и городом Сокчхо. Общая площадь парка — 398,539 км².
Национальный парк Сораксан окружает одноименный горный массив, в общей сложности на его территории располагаются 30 пиков, самый высокий из которых — Дэчонбон — достигает в высоту 1708 метров, являясь третьим по этому показателю в Южной Корее. Природные достопримечательности парка включают многочисленные водопады, наиболее популярны из которых Орён, Пирён и Товансон, видовые площадки; на территории парка расположены историко-культурные памятники — буддийские храмы Бэкдамса и Синхынса.
Недалеко от парка находится аэропорт Янъян, принимающий внутренние рейсы. Ближайшая к парку железнодорожная станция расположена в городе Каннын, которую железнодорожное сообщение связывает с Сеулом, Пусаном, Тэгу, Тэджоном и Кванджу. Вблизи от парка проходят автострады № 50 (Ёндон) и 65 (Тонхэ).

## Растительный и животный мир
На официальном сайте Службы национальных парков Кореи сообщается, что в национальном парке Сораксан насчитывается свыше 1400 видов растений (в том числе больше 800 видов сосудистых растений) и свыше 2000 видов животных. Согласно более детальной информации на сайте ЮНЕСКО, в парке обитают 44 вида млекопитающих, 109 видов птиц, 19 видов пресмыкающихся, 10 видов земноводных, 43 вида рыб и почти 1700 видов насекомых.
Среди растений национального парка Сораксан официальный сайт выделяет эдельвейс и находящуюся под особой охраной популяцию кедрового стланика. Число этих низкорослых деревьев, растущих на склонах горы Дэчонбон, сокращается и популяции угрожает полное исчезновение в результате глобального потепления.
Среди животных, обитающих в парке — летяги, корейская кабарга Moschus moschiferus parvipes и гималайский медведь, имеющие в Южной Корее статус национального природного достояния, и корейская разновидность восточного горала. В общей сложности в Республике Корее насчитывается порядка 700 особей этого вида козлов, из которых от 100 до 200 сосредоточены в национальном парке Сораксан. Также среди редких видов в парке встречаются вымирающий корейский подвид белобрюхой желны Dryocopus javensis richardsi, ленок Brachymystax lenok и гольян Phoxinus oxycephalus.

## Статус
В 1965 году 163,4 км² земель вокруг массива Сораксан получили в Южной Корее статус памятника природы. Через пять лет этой территории, расширенной до 174 км², был присвоен статус национального парка. С 1982 года эта и некоторые прилегающие территории признаны ЮНЕСКО биосферным резерватом, а в 1994 году национальный парк Сораксан является кандидатом на включение в список всемирного наследия ЮНЕСКО. В 2005 году Международный союз охраны природы присвоил национальному парку Сораксан статус охраняемой территории категорий II и V.